# Kapfenberg (Gemeinde Kapfenberg)
In der Katastralgemeinde Kapfenberg befinden sich das alte (Altstadt mit Hauptplatz) und das neue Zentrum (Europaplatz) der Stadt Kapfenberg, der Schlossberg mit der Burg Oberkapfenberg und das Sportzentrum. Die Katastralgemeinde Kapfenberg hat eine Fläche von 412,08 Hektar und eine Bevölkerungszahl von 3.405.